# Liste du patrimoine culturel immatériel de l'humanité en Iran
Cet article recense les pratiques inscrites au patrimoine culturel immatériel en Iran.

## Statistiques
L'Iran ratifie la convention pour la sauvegarde du patrimoine culturel immatériel le 23 mars 2006. La première pratique protégée est inscrite en 2009.
En 2024, l'Iran compte 26 éléments inscrits au patrimoine culturel immatériel, 23 sur la liste représentative, 2 sur la liste du patrimoine immatériel nécessitant une sauvegarde urgente et un sur le registre des meilleures pratiques de sauvegarde.

## Listes

### Liste représentative
Les éléments suivants sont inscrits sur la liste représentative du patrimoine culturel immatériel de l'humanité :
| Élément                                                                                            | Type | Subdivision            | Année | Lien  | Notes | Illus. |
| -------------------------------------------------------------------------------------------------- | --- | ---------------------- | ----- | ----- | --- | ------ |
| Le Radif de la musique iranienne                                                                   | arts du spectacle traditions et expressions orales                                                        |                        | 2009  | 00279 | |        |
| Les savoir-faire traditionnels du tissage des tapis à Kashan                                       | savoir-faire liés à l’artisanat traditionnel                                                              | Kashan                 | 2010  | 00383 | |        |
| Les savoir-faire traditionnels du tissage des tapis du Fars                                        | savoir-faire liés à l’artisanat traditionnel                                                              | Fars                   | 2010  | 00382 | |        |
| La musique des Bakhshis du Khorasan                                                                | arts du spectacle                                                                                         | Khorassan              | 2010  | 00381 | |        |
| Les rituels du Pahlevani et du Zoorkhanei                                                          | arts du spectacle pratiques sociales, rituels et événements festifs                                       |                        | 2010  | 00378 | |        |
| L'art dramatique rituel du Ta'zīye                                                                 | arts du spectacle pratiques sociales, rituels et événements festifs                                       |                        | 2010  | 00377 | |        |
| Les rituels Qālišuyān de Mašhad-e Ardehāl à Kāšān                                                  | pratiques sociales, rituels et événements festifs                                                         | Ispahan                | 2012  | 00580 | |        |
| La culture de la fabrication et du partage de pain plat Lavash, Katyrma, Jupka, Yufka              | pratiques sociales, rituels et événements festifs                                                         |                        | 2016  | 01181 | Partagé avec l'Azerbaïdjan, le Kazakhstan, le Kirghizistan et la Turquie |        |
| Nawrouz, Novruz, Nowrouz, Nowrouz, Nawrouz, Nauryz, Nooruz, Nowruz, Navruz, Nevruz, Nowruz, Navruz | pratiques sociales, rituels et événements festifs                                                         |                        | 2016  | 02097 | Partagé avec l'Afghanistan, l'Azerbaïdjan, l'Inde, l'Irak, le Kazakhstan, le Kirghizistan, l'Ouzbékistan, le Pakistan, le Tadjikistan, le Turkménistan et la Turquie Étendu en 2024 à la Mongolie |        |
| Le chogan, jeu équestre accompagné de musique et de contes                                         | arts du spectacle                                                                                         |                        | 2017  | 01282 | |        |
| L'art de fabriquer et de jouer du kamantcheh/kamanche, instrument de musique à cordes frottées     | arts du spectacle savoir-faire liés à l’artisanat traditionnel                                            |                        | 2017  | 01286 | Partagé avec l'Azerbaïdjan |        |
| Les savoir-faire traditionnels liés à la fabrication et à la pratique du dotâr                     | arts du spectacle savoir-faire liés à l’artisanat traditionnel                                            |                        | 2019  | 01492 | |        |
| L'art de la miniature                                                                              | savoir-faire liés à l’artisanat traditionnel                                                              |                        | 2020  | 01598 | partagé avec l'Azerbaïdjan, l'Ouzbékistan et la Turquie |        |
| Le pèlerinage au monastère de l'apôtre Saint Thaddée                                               | pratiques sociales, rituels et événements festifs                                                         | Azerbaïdjan occidental | 2020  | 01571 | Partagé avec l'Arménie |        |
| Yaldā/Chella                                                                                       | pratiques sociales, rituels et événements festifs                                                         |                        | 2022  | 01877 | Partagé avec l'Afghanistan |        |
| L'art des travaux d'aiguille de style turkmène                                                     | savoir-faire liés à l’artisanat traditionnel                                                              |                        | 2022  | 01876 | Partagé avec le Turkménistan |        |
| La fabrication et la pratique de l'oud                                                             | arts du spectacle savoir-faire liés à l’artisanat traditionnel                                            |                        | 2022  | 01867 | Partagé avec la Syrie |        |
| La sériciculture et la production traditionnelle de soie pour tissage                              | connaissances et pratiques concernant la nature et l'univers savoir-faire liés à l’artisanat traditionnel |                        | 2022  | 01890 | Partagé avec l'Afghanistan, l'Azerbaïdjan, l'Ouzbékistan, le Tadjikistan, le Turkménistan et la Turquie                                                                                           |        |
| L'art de l'enluminure : Təzhib/Tazhib/ Zarhalkori/Tezhip/ Naqqoshlik                               | connaissances et pratiques concernant la nature et l'univers savoir-faire liés à l'artisanat traditionnel |                        | 2023  | 01981 | Partagé avec l'Azerbaïdjan, l'Ouzbékistan, le Tadjikistan et la Turquie |        |
| L'Iftar/Eftari/Iftar/Iftor et ses traditions socioculturelles                                      | pratiques sociales, rituels et événements festifs                                                         |                        | 2023  | 01984 | Partagé avec l'Azerbaïdjan, l'Ouzbékistan et la Turquie |        |
| La célébration du Sadeh/Sada                                                                       | pratiques sociales, rituels et événements festifs                                                         |                        | 2023  | 01713 | Partagé avec le Tadjikistan |        |
| L'art de la fabrication et de la pratique du rubab/rabab                                           | arts du spectacle savoir-faire liés à l'artisanat traditionnel                                            |                        | 2024  | 02143 | Partagé avec l'Afghanistan, l'Ouzbékistan et le Tadjikistan |        |
| La cérémonie du mehregân (en)                                                                      | pratiques sociales, rituels et événements festifs                                                         |                        | 2024  | 02144 | Partagé avec le Tadjikistan |        |

### Patrimoine immatériel nécessitant une sauvegarde urgente
L'Iran compte deux éléments listés sur la liste du patrimoine immatériel nécessitant une sauvegarde urgente :
| Élément | Type                                         | Subdivision          | Année | Lien  | Notes | Illus. |
| --- | -------------------------------------------- | -------------------- | ----- | ----- | ----- | ------ |
| Le Naqqāli (fa), narration dramatique iranienne                                                                   | arts du spectacle                            |                      | 2011  | 00535 |       |        |
| Les compétences traditionnelles de construction et de navigation des bateaux iraniens Lenj dans le golfe Persique | savoir-faire liés à l’artisanat traditionnel | Bouchehr, Khouzistan | 2011  | 00534 |       |        |

### Registre des meilleures pratiques de sauvegarde
L'Iran compte une pratique listée au registre des meilleures pratiques de sauvegarde :
| Élément                                                                           | Type                                                                                           | Subdivision | Année | Lien  | Notes | Illus. |
| --------------------------------------------------------------------------------- | ---------------------------------------------------------------------------------------------- | ----------- | ----- | ----- | ----- | ------ |
| Programme national de sauvegarde de l’art traditionnel de la calligraphie en Iran | pratiques sociales, rituels et événements festifs savoir-faire liés à l’artisanat traditionnel |             | 2021  | 01716 |       |        |